# Терапевтически резистентная депрессия
Терапевтически резистентная депрессия (ТРД), или резистентная депрессия, или рефрактерная депрессия, — термин, используемый в психиатрии для описания случаев большой депрессии, которые резистентны к лечению, то есть не реагируют как минимум на два адекватных курса лечения антидепрессантами разных фармакологических групп (или недостаточно реагируют, то есть отмечается недостаточность клинического эффекта). Редукция депрессивной симптоматики по шкале Гамильтона при этом не превышает 50 %:126.
Под адекватностью терапии следует понимать назначение антидепрессанта в соответствии с его клиническими показаниями и особенностями спектра его психотропной, нейротропной и соматотропной активности, применение необходимого диапазона доз с их наращиванием при неэффективности терапии до максимальных или с парентеральным введением и соблюдение сроков длительности курса лечения (не менее 3—4 недель):126.
Концепт «терапевтически резистентной депрессии» подвергается критике. Согласно критическим возражениям, отсутствие улучшений у пациентов с депрессией при терапии связано с низкой эффективностью антидепрессантов и других психотропных препаратов, а не с наличием у пациентов особой «резистентной» депрессии.
Термин «терапевтически резистентная депрессия» был впервые использован в психиатрической литературе вместе с появлением соответствующей концепции в 1974 году. В литературе также употребляются термины «резистентная депрессия», «лекарственно резистентная депрессия», «лекарственно устойчивая депрессия», «устойчивая депрессия», «терапевтически устойчивая депрессия», «рефрактерная депрессия», «устойчивая к лечению депрессия» и др. Все эти термины не являются строго синонимичными и эквивалентными.

## Частота возникновения ТРД и резидуальные симптомы
Исследователями отмечаются новые тенденции в течении депрессивных расстройств: многие авторы указывают, что течение депрессии не такое благоприятное, как предполагалось ранее. Если в 1950-е годы 80 % пациентов с депрессивными расстройствами выздоравливали, то к концу XX века около 40 % депрессий стали приобретать хронический рецидивирующий характер и протекать с затяжными эпизодами обострений. Во многих случаях у пациентов с большой депрессией наблюдается неполный ответ на антидепрессивную терапию или отсутствие терапевтического эффекта вообще. В клинических исследованиях около трети пациентов достигает полной ремиссии, у трети наблюдается частичный эффект от терапии и одна треть оказывается терапевтически резистентной.
При частичной ремиссии, то есть недостаточности терапевтического эффекта, присутствуют плохо очерченные резидуальные (остаточные) симптомы, которые чаще всего включают сниженное настроение, психическую тревогу, нарушения сна, утомляемость, снижение интересов или удовольствия. Резидуальные симптомы сопряжены с суицидальными мыслями и попытками, с хронизацией, большим числом посещений врачей, в том числе врачей-психиатров, необходимостью социальной помощи и пособий по нетрудоспособности. У пациентов с резидуальными симптомами выше риск инсульта и инфаркта. Значительная часть пациентов с частичной ремиссией традиционно не учитываются при проведении клинических испытаний антидепрессантов.

## Классификация ТРД и её причины
Существует большое число различных классификаций ТРД. Так, например, И. О. Аксёнова в 1975 году предложила выделять следующие подтипы ТРД:
1. Депрессивные состояния, изначально имеющие затяжное течение.
2. Депрессивные состояния, приобретающие более длительное и затяжное течение по невыясненным причинам.
3. Депрессивные состояния с неполными ремиссиями, то есть с «частичным выходом» (после лечения которых у больных сохранялась остаточная, резидуальная депрессивная симптоматика).

В зависимости от причин выделяются следующие виды резистентности:
- Первичная (истинная) терапевтическая резистентность, которая связана с плохой курабельностью состояния пациента и неблагоприятным течением заболевания, а также зависит от других биологических факторов (этот вид резистентности на практике встречается крайне редко).
- Вторичная терапевтическая (относительная) резистентность, связанная с развитием феномена адаптации к психофармакотерапии, то есть формирующаяся вследствие употребления препарата (терапевтический ответ развивается гораздо медленней ожидаемого, редукции подвергаются лишь отдельные элементы психопатологической симптоматики).
- Псевдорезистентность, которая связана с неадекватной терапией (данный вид резистентности встречается очень часто).
- Отрицательная терапевтическая резистентность (интолерантность) — повышенная чувствительность к развитию побочных эффектов, которые в данном случае превышают основное действие назначаемых препаратов[5]:13—15.

Самыми распространёнными причинами псевдорезистентности являются неадекватность проводимой терапии:17—18,33 (неадекватность дозы и длительности приёма антидепрессанта:17—18,33; слишком медленное наращивание дозы антидепрессанта; неправильное распределение приёма препарата в течение суток; слишком быстрая смена препаратов в случаях, когда не возникло быстрого терапевтического эффекта; трудности в распознавании и квалификации депрессивного состояния (например, при «маскированной депрессии») и вследствие этого неправильный выбор препарата); недооценка факторов, способствующих хронификации состояния; недостаточность контроля за соблюдением режима терапии:17—18,33; возможны также другие причины: соматогенные, фармакокинетические и пр. Существует большое количество экспериментальных данных, подтверждающих значительную роль психологических и социальных факторов в формировании устойчивости депрессии к лекарственным средствам.
Частота терапевтической резистентности у пациентов с биполярным расстройством намного выше, чем у пациентов с униполярной депрессией. Резистентность также часто встречается у пациентов, страдающих смешанной депрессией.
Терапевтически резистентная депрессия часто развивается также у больных с гипотиреозом. Распространённость гипотиреоза у пациентов с резистентной депрессией особенно высока и достигает 50 %. В этих случаях необходимо лечение основного заболевания: как при гипо-, так и при гипертиреозе адекватно назначенная терапия, направленная на нормализацию гормонального баланса, в большинстве случаев приводит к радикальному улучшению психического состояния пациентов.

## Первичная профилактика ТРД
Меры первичной профилактики ТРД, то есть меры по недопущению развития терапевтической резистентности в процессе лечения депрессивных состояний, подразделяются на:
1. Диагностические мероприятия.
2. Лечебные мероприятия.
3. Социореабилитационные мероприятия.

## Лечение ТРД

### Переоценка проводившейся ранее терапии
Для преодоления терапевтической резистентности депрессий разработано множество методов, как фармакологических, так и нефармакологических. Однако первым значимым шагом в случае неэффективности антидепрессанта должна являться полная переоценка проводившейся ранее антидепрессивной терапии, заключающаяся в выяснении возможных причин резистентности, к которым могут относиться, в частности:
- неверный выбор антидепрессанта[12];
- недостаточная доза или длительность приёма антидепрессантов[5];
- нарушения метаболизма, влияющие на концентрацию в крови антидепрессанта[5];
- неблагоприятные фармакокинетические и фармакодинамические взаимодействия психофармакологических препаратов между собой и с другими принимаемыми лекарствами, снижающие эффективность психофармакотерапии[13];
- побочные явления, препятствовавшие достижению достаточно высокой дозы[14];
- коморбидность с иными психическими расстройствами или с соматической либо неврологической патологией[5];
- вторичность депрессии по отношению к иным психическим заболеваниям (например, ОКР или социофобии), либо наличие соматической или наркологической причины депрессии, либо же ятрогенная депрессия[13];
- неверная диагностика — например, ошибочное диагностирование монополярного варианта депрессивного расстройства, в то время как в действительности у пациента присутствует биполярное аффективное расстройство[12], или ошибочная диагностика депрессивного расстройства вместо невроза или расстройства личности[14];
- изменение в ходе лечения структуры психопатологической симптоматики — например, лечение может вызвать переход больного из депрессивного в гипоманиакальное состояние, или могут быть устранены биологические симптомы депрессии, а тоска и тревога продолжают удерживаться[14];
- неблагоприятные жизненные обстоятельства[5] (безработица, бедность[12], неблагоприятная семейная обстановка[13]);
- генетическая предрасположенность к той или иной реакции на антидепрессант[5], индивидуальные особенности фармакокинетики[12];
- недостаточность контроля за соблюдением режима терапии[5], нарушения комплайенса[12].

В сомнительных случаях для определения адекватного уровня препарата в крови необходимо проводить терапевтический мониторинг препарата:78. Если пациент проходит психотерапию, следует оценить такие факторы, как частота сессий и соответствие выбранного психотерапевтического подхода потребностям пациента.
Почти в 50 % случаев резистентным депрессиям сопутствует скрытая соматическая патология, большую роль в их развитии играют психологические и личностные факторы. Поэтому одни лишь психофармакологические способы преодоления резистентности без комплексного воздействия на соматическую сферу, влияния на социально-психологическую ситуацию и интенсивной психотерапевтической коррекции вряд ли могут быть полностью эффективны и привести к устойчивой ремиссии:134. Кроме адекватной фармакотерапии, должны применяться эффективные психотерапевтические методы, такие как когнитивно-поведенческая терапия или межличностная психотерапия:53. Применение психотерапии особенно важно, если у пациента наблюдается не только клиническая депрессия, но и расстройство личности.
Так как для депрессии, сочетающейся с соматическими коморбидными заболеваниями, характерен более низкий ответ на терапию антидепрессантами, нежели для «неотягощённой» депрессии, то в случае неэффективности первого назначавшегося антидепрессанта необходим внимательный анализ анамнеза, лабораторные тесты и тесное сотрудничество с узкими специалистами для выявления и коррекции возможной соматической патологии. В частности, очень значимо выявление таких заболеваний и расстройств, как болезнь Паркинсона, постинсультные депрессии, рассеянный склероз, болезнь Хантингтона, эпилепсия, ишемическая болезнь сердца, сахарный диабет, гипотиреоз (включая субклинический), болезнь Кушинга (включая субклинические формы гиперкортицизма), болезнь Аддисона (включая субклинический гипокортицизм), субклинический гипогонадизм, синдром поликистозных яичников, онкологическая патология, ВИЧ и другие хронические инфекции, фибромиалгия, синдром раздражённого кишечника, синдром хронической усталости. Важно также определить уровень электролитов крови и при необходимости провести их коррекцию; проверить концентрацию некоторых витаминов, поскольку гиповитаминоз может являться причиной резистентности. Кроме того, считается, что около 50 % пациентов с депрессией имеют болевые синдромы различной этиологии. Адекватное обезболивание у тех пациентов с ТРД, у которых имеется болевой синдром, может снизить их резистентность к психофармакотерапии.
Например, при лечении депрессии, вызванной гипотиреозом или гипертиреозом (тиреотоксикозом), в большинстве случаев достаточно назначения адекватной терапии для нормализации гормонального баланса, что приводит к исчезновению симптомов депрессии. Терапия антидепрессантами при гипотиреозе, как правило, оказывается неэффективной; кроме того, у пациентов с нарушениями функции щитовидной железы повышен риск развития нежелательных эффектов психотропных препаратов: так, трициклические антидепрессанты (и реже — ингибиторы МАО) могут приводить у пациентов с гипотиреозом к быстрой цикличности; применение трициклических антидепрессантов при тиреотоксикозе повышает риск соматических побочных эффектов.
К недостаточно благоприятному исходу при депрессии могут приводить и коморбидные психические заболевания, такие как алкоголизм, наркомания, расстройства личности, тревожное и паническое расстройства:79, социальное тревожное расстройство, обсессивно-компульсивное расстройство, расстройства пищевого поведения, деперсонализационное расстройство. Значительную роль играют и такие факторы, позволяющие предсказать недостаточный ответ, как отягощённость семейного анамнеза аффективными расстройствами, тяжесть депрессии, наличие суицидальных попыток, количество предшествующих эпизодов заболевания, большая продолжительность депрессии до начала лечения, отрицательные события жизни, недостаточная поддержка социума. Знание этих факторов и адекватные действия — как, в частности, применение психотерапии в отношении отрицательных событий жизни — должны предшествовать внесению изменений в фармакотерапию:79.
В некоторых случаях, если лечение антидепрессантом в средней терапевтической дозе оказалось неудачным, имеет смысл повысить дозу. Это касается прежде всего трициклических антидепрессантов, а не антидепрессантов группы СИОЗС. Пересмотр дозы особенно важен, если наблюдается частичный эффект от терапии. После повышения дозы лечение тем же антидепрессантом необходимо продолжить ещё в течение нескольких недель:78—79.

### Фармакологические методы преодоления резистентности

#### Смена антидепрессанта
Если указанные выше меры не привели к достаточной эффективности антидепрессанта, применяется второй шаг — смена препарата другим антидепрессантом. В большинстве рекомендаций говорится о назначении антидепрессанта другого фармакологического класса — например, о замене ТЦА на СИОЗС или СИОЗС на ТЦА. Есть данные, что такая замена может приносить пользу почти 50 % пациентов, не поддающихся лечению первым препаратом. Однако существуют также данные, что эффективной может быть и замена антидепрессантом того же класса — это подтверждено для антидепрессантов СИОЗС.
Наиболее доказана эффективность замены на антидепрессанты, оказывающие мощное воздействие на уровень как серотонина, так и норадреналина: амитриптилин, кломипрамин, венлафаксин.
Ингибиторы моноаминоксидазы, несмотря на большое количество побочных действий (из-за этого их лучше применять, только если все остальные препараты не дали терапевтического эффекта), продолжают оставаться самыми эффективными препаратами для лечения некоторых форм депрессий, считающихся весьма резистентными к традиционной антидепрессивной терапии, в частности атипичной депрессии, а также депрессий, коморбидных с социофобией, паническим расстройством.

#### Комбинированная терапия
Третьим шагом при неэффективности второго может быть назначение комбинированной терапии антидепрессантами различных групп. Например, в сочетании можно принимать бупропион, миртазапин и один из препаратов группы СИОЗС, таких как флуоксетин, эсциталопрам, пароксетин, сертралин; либо же бупропион, миртазапин и антидепрессант из группы СИОЗСН (венлафаксин, милнаципран или дулоксетин).
Важно помнить, что при назначении двух антидепрессантов обычно увеличивается риск развития побочных эффектов, возможны нежелательные лекарственные взаимодействия — в частности, антидепрессанты СИОЗС флуоксетин, флувоксамин и пароксетин могут повышать концентрацию других психотропных препаратов благодаря подавлению системы печёночного цитохрома Р450, поэтому их применение в сочетании с трициклическими антидепрессантами требует особой осторожности. По этим причинам второй антидепрессант следует добавлять осторожно, в низкой дозе и постепенно повышать её в зависимости от толерантности. Высказывается мнение, что сочетание ТЦА с СИОЗС или СИОЗСН следует применять лишь при условии измерения концентрации ТЦА в крови и тщательного отслеживания побочных эффектов, а при отсутствии возможности определения концентрации в крови можно сочетать СИОЗС или СИОЗСН только с низкой дозой трициклического антидепрессанта.
Может также применяться комбинация ТЦА и ингибиторов МАО; такое сочетание назначается очень редко из-за высокого риска побочных эффектов, в частности гипертонического криза.
Сочетание СИОЗС/СИОЗСН и ингибиторов МАО не рекомендуется из-за риска развития серотонинового синдрома.
Могут использоваться также, в частности, следующие комбинации:
- СИОЗС плюс СИОЗСН («серотонинергическая стратегия»).
- СИОЗС/СИОЗСН плюс атипичный антидепрессант (тразодон, нефазодон, миртазапин, миансерин или тианептин), в том числе «калифорнийское ракетное топливо» — комбинация венлафаксина с миртазапином.
- «Серотониновый коктейль» — комбинация различных антидепрессантов и потенцирующих средств, теоретической основой для которой является идея о том, что максимальное усиление серотонинергической нейротрансмиссии при помощи различных механизмов может дать эффект в случаях, резистентных к назначению более простых комбинаций. Существуют различные варианты «серотонинового коктейля».
- «Дофаминовый коктейль».

#### Одномоментная отмена
На этом этапе может применяться и такой метод лечения резистентной депрессии, как одномоментная отмена: в течение 10—14 дней проводится этап «насыщения», включающий в себя наращивание доз трициклических антидепрессантов с холинолитическим действием до
максимально допустимых; затем всю терапию резко отменяют (при этом для усиления эффекта проводится инфузионная терапия, назначаются диуретики). Редукция депрессивной симптоматики происходит на 5—10-й день отмены.

#### Потенцирование
При неэффективности предшествующих шагов применяется потенцирование (аугментация) — добавление другого вещества, которое само по себе не используется в качестве специфического препарата для лечения депрессии (либо же обладает антидепрессивной активностью, но не относится к антидепрессантам), однако способно усилить ответ на принимаемый антидепрессант. Существует множество препаратов, которые могут применяться для потенцирования, но большинство из них не имеют должного уровня доказательности для их использования. Наибольшей степенью доказательности отличаются соли лития, ламотриджин, кветиапин, некоторые антиэпилептические препараты, трийодтиронин, мелатонин, тестостерон, клоназепам, скополамин и буспирон; они являются потенцирующими препаратами первой линии. Тем не менее препараты, имеющие низкий уровень доказательности, тоже могут найти применение при резистентной депрессии в случае неэффективности потенцирующих агентов первой линии. В частности, для потенцирования могут применяться бензодиазепины, такие как алпразолам, которые к тому же снижают побочные эффекты антидепрессантов; однако длительное их применение не рекомендуется из-за риска зависимости:86. Некоторые авторы рекомендуют добавление при терапевтически резистентных депрессиях низких доз гормона щитовидной железы тироксина или трийодтиронина. Могут применяться также дофаминостимуляторы (L-дофа, бупропион, аминептин, бромокриптин, перголид, прамипексол:82), пиндолол, L-триптофан, 5-гидрокситриптофан, эстроген (только для женщин), дегидроэпиандростерон, кетоконазол, метирапон, омега-3-ненасыщенные жирные кислоты, фолиевая кислота:82 (улучшение антидепрессивного действия флуоксетина у женщин:86), S-аденозилметионин, цинк, мелатонин, инозитол и многие другие препараты.
Согласно результатам метаанализа, при ТРД добавление к лечению антидепрессантами препаратов лития либо атипичных антипсихотиков, таких как кветиапин, оланзапин, арипипразол, приводит к улучшению состояния пациентов приблизительно в равной степени, однако лечение литием обходится дешевле. Именно назначение лития большинство авторов рассматривают в качестве первого шага аугментации. Для наиболее точной оценки реакции пациента на терапию применение лития в сочетании с антидепрессантом должно осуществляться по меньшей мере 4 недели, с концентрацией лития в сыворотке крови в пределах 0,6—0,8 ммоль/л:82. Оланзапин особенно эффективен в сочетании с флуоксетином и производится в комбинации с ним под названием Симбиакс для лечения биполярных депрессивных эпизодов и резистентной депрессии. Согласно исследованию, включавшему 122 человека, при дополнительном лечении пациентов с психотической депрессией кветиапин в сочетании с венлафаксином дал значимо лучший уровень терапевтического ответа (65,9 %), чем венлафаксин в качестве монотерапии, а уровень достижения ремиссии (42 %) был выше в сравнении с монотерапией имипрамином (21 %) и венлафаксином (28 %). По другим данным, хотя влияние на депрессию при добавлении к основному препарату антипсихотических препаратов и является клинически значимым, оно обычно не позволяет достичь ремиссии, а пациенты, принимавшие антипсихотики, с большей вероятностью покидали исследования заблаговременно по причине побочных действий. В основном существуют данные об эффективности при резистентной депрессии атипичных нейролептиков, типичные упоминаются гораздо реже. К тому же типичные нейролептики сами обладают депрессогенным эффектом, то есть способны приводить к развитию депрессии.

#### Психостимуляторы и опиоиды
Психостимуляторы, такие как амфетамин, метамфетамин, метилфенидат, модафинил, мезокарб, тоже используются в лечении некоторых форм терапевтически резистентных депрессий, однако при этом следует учитывать их аддиктивный потенциал и возможность развития лекарственной зависимости. Тем не менее показано, что психостимуляторы могут быть эффективным и безопасным средством лечения терапевтически резистентных депрессий у тех больных, у которых отсутствует предрасположенность к аддиктивному поведению и у которых нет сопутствующей сердечной патологии, ограничивающей возможность применения психостимуляторов.
Также в лечении некоторых форм резистентных депрессий используются опиоиды (бупренорфин, трамадол), NMDA-антагонисты (кетамин, декстрометорфан, мемантин), некоторые центральные холинолитические средства (скополамин, бипериден и др.).

#### Фармакологическое лечение биполярной депрессии
Некоторые из пациентов, страдающие, как предполагается, резистентной униполярной депрессией, могут в действительности страдать недиагностированной биполярной депрессией. Известно, что лечение биполярных депрессий антидепрессантами в качестве монотерапии неэффективно и приводит к утяжелению течения расстройства и ухудшению его исхода: могут возникать в том числе инверсия аффекта (то есть развитие мании или гипомании), убыстрение цикла или затяжная раздражительная дисфория.
Поэтому при наличии у пациента в анамнезе признаков биполярного течения аффективного расстройства официальные рекомендации, опубликованные Американской психиатрической ассоциацией, рекомендуют уже изначально не назначать антидепрессанты в качестве монотерапии, а применять с самого начала комбинированную терапию; в качестве средств «первой линии» на этапе активной терапии наряду с антидепрессантами рекомендуется использовать нормотимики: соли лития или противоэпилептические препараты, что основывается в том числе на исследованиях лечения биполярной резистентной депрессии. По некоторым данным, терапевтический эффект при таком сочетании наблюдается чаще, чем при сочетании антидепрессантов с атипичными нейролептиками (рисперидон), и рецидивы развиваются реже. К тому же применение атипичных нейролептиков, особенно оланзапина, может, несмотря на доказанную эффективность, оказаться нежелательным из-за свойственных им побочных эффектов, преимущественно проявляющихся при длительном приёме (увеличение массы тела, метаболические нарушения).
При отсутствии ответа на комбинированную терапию (антидепрессант в сочетании с нормотимиком или нейролептиком) либо на терапию одним только нормотимиком или возникновении значительных побочных эффектов, препятствующих терапии, должна осуществляться смена основного препарата, в случае дальнейшей неэффективности — изменение комбинации препаратов.

### Нефармакологические методы
Пятым шагом, в случае неэффективности предыдущих шагов (оптимизации проводимой терапии, смены принимавшегося антидепрессанта антидепрессантом другой фармакологической группы, комбинированной терапии антидепрессантами и потенцирования), являются нефармакологические методы терапии. Многие из этих методов могут быть применены (по социальным показаниям, по желанию самого пациента или по объективной тяжести состояния и при необходимости быстрого эффекта) и на более ранних этапах терапии, в сочетании с антидепрессантами и другими препаратами.
Описанные ниже методы имеют различную доказательную базу — от строгих РКИ (высокий уровень доказательности) до экспертных оценок и гипотез о возможной эффективности (самый низкий уровень доказательности).
К нефармакологическим методам лечения ТРД относятся прежде всего электросудорожная терапия (ЭСТ), атропинокоматозная терапия, плазмаферез, экстракорпоральная фармакотерапия, внутривенное лазерное облучение крови, депривация сна, психотерапия. Могут применяться также транскраниальная магнитная стимуляция, магнитно-конвульсивная терапия, светотерапия (последний метод — в основном при лечении сезонных аффективных расстройств), гемодиализ, парнополяризационная терапия (правосторонняя и левосторонняя), терапия переменным магнитным полем низкой частоты, биологическая обратная связь, гипербарическая оксигенация, лечебный наркоз, краниоцеребральная гипотермия, дозированная гипоксия, ультрафиолетовое облучение, разгрузочно-диетическая терапия, микроволновая резонансная терапия, латеральная терапия, парная микрополяризация, иглорефлексотерапия.
Эффективность ЭСТ при резистентных депрессиях наблюдается в 50—65 % случаев, плазмафереза — в 65 % случаев. Стоит отметить, что предшествующая резистентность к фармакотерапии может служить прогностическим признаком низкой терапевтической реакции на ЭСТ. К тому же, если терапевтический эффект при проведении ЭСТ всё же возникнет, актуальной будет проблема дальнейшей поддерживающей фармакотерапии, поскольку типичная клиническая практика продолжения той же лекарственной терапии, что проводилась пациенту до ЭСТ, как правило, оказывается неэффективной.
При лечении наиболее рефрактерных форм депрессии могут применяться инвазивные психохирургические техники, например электростимуляция блуждающего нерва, глубокая стимуляция мозга, цингулотомия, амигдалотомия, передняя капсулотомия. Психохирургия является методом последней надежды, терапией отчаяния, так как это необратимый и разрушающий метод, и должна применяться только тогда, когда все другие методы лечения (и фармакологические, и нефармакологические) уже испробованы и оказались неэффективными. Однако в России, в отличие от западных стран, психохирургия порой применяется и на более ранних этапах лечения ТРД, причиной чего является отсутствие или малая доступность в России современных немедикаментозных методик.
Существуют данные об эффективности физических упражнений — как в качестве основной терапии при депрессивных расстройствах (подтверждено метаанализами), так и в качестве средства потенцирования при ТРД. В частности, в одном из исследований, показавших эффективность физической нагрузки как терапии потенцирования, назначение физических упражнений в течение 30—45 минут/день, прогулки пять раз в неделю в течение 12 недель повышали эффективность лечения ТРД.
Кроме того, есть данные об эффективности при депрессивных расстройствах йоги, цигун-терапии, медитации, однако их эффективность при ТРД не доказана.

#### Психотерапия
Согласно данным исследований, комбинация антидепрессантов и психотерапии представляет собой наиболее многосторонний и эффективный подход для лечения острого депрессивного эпизода и очень значима также при лечении резистентных депрессий с тенденцией к хроническому течению и частым рецидивам. Ряд исследований показал бо́льшую эффективность использования при депрессивных расстройствах фармакотерапии в сочетании с психотерапией, чем применения каждого из этих методов в отдельности.
Особенно значимыми показаниями к применению психотерапии при ТРД являются сопутствующая личностная патология, тревожные расстройства или социальная дезадаптация, недавние психотравмы. Нередко имеющие место при ТРД нарушения социального взаимодействия, отсутствие работы, денег, перспектив, отсутствие или разрушение семьи и круга друзей и лишение микросоциальной поддержки оказываются, в свою очередь, причинами резистентности депрессивных состояний, что также обусловливает желательность применения психотерапии.
Эффективность психотерапии при депрессии была продемонстрирована в ряде исследований — как в качестве потенцирующей методики (в дополнение к антидепрессантам), так и в качестве полной замены предшествующего курса психофармакотерапии. В 2013 году в журнале The Lancet были опубликованы результаты исследования, показавшего, что у пациентов, которым не помогло лечение антидепрессантами, когнитивно-поведенческая терапия, используемая в дополнение к терапии данными препаратами, может уменьшить симптомы депрессии и способствовать улучшению качества жизни пациентов. В другом исследовании (S. H. Kennedy и др., 2003) психотерапия в качестве средства потенцирования продемонстрировала бо́льшую эффективность, чем потенцирование литием в дозе 600 мг/сут. Кроме того, по мнению некоторых авторов, переход с психофармакотерапии на психотерапию равноценен переходу с одного антидепрессанта на другой.
Раннее психотерапевтическое вмешательство может служить профилактикой формирования резистентности при депрессии и профилактикой развития таких неблагоприятных осложнений длительной или тяжёлой депрессии, как социальная, семейная и профессиональная дезадаптация, личностные изменения.
Существенной проблемой при фармакотерапии депрессии является наличие у многих пациентов остаточной симптоматики даже в случае успешного применения антидепрессантов. Когнитивная психотерапия способствует снижению остаточной симптоматики после успешной фармакотерапии:396.
Психотерапия также даёт возможность пациентам приспособиться к реальной жизни в случае, если нарушения аффективной сферы, нарушения мышления и установок, несмотря на лечение, сохраняются.